# Trojčata (Karviná)
Trojčata jsou západní skupinou tří obytných věží z celkového komplexu pěti budov nacházejících se na centrální třídě 17. listopadu v Mizerově v Karviné. Nejvyšší z budov, Heimstaden Tower, měří 58 metrů, má 17 podlaží a je nejvyšší obytnou budovou v Karviné. Tyto obytné věže jsou vyvrcholením karvinských výškových dominantních budov, které měly podtrhnout rození nového československého velkoměsta s plánovaným počtem obyvatel přes 100.000.

## Historie

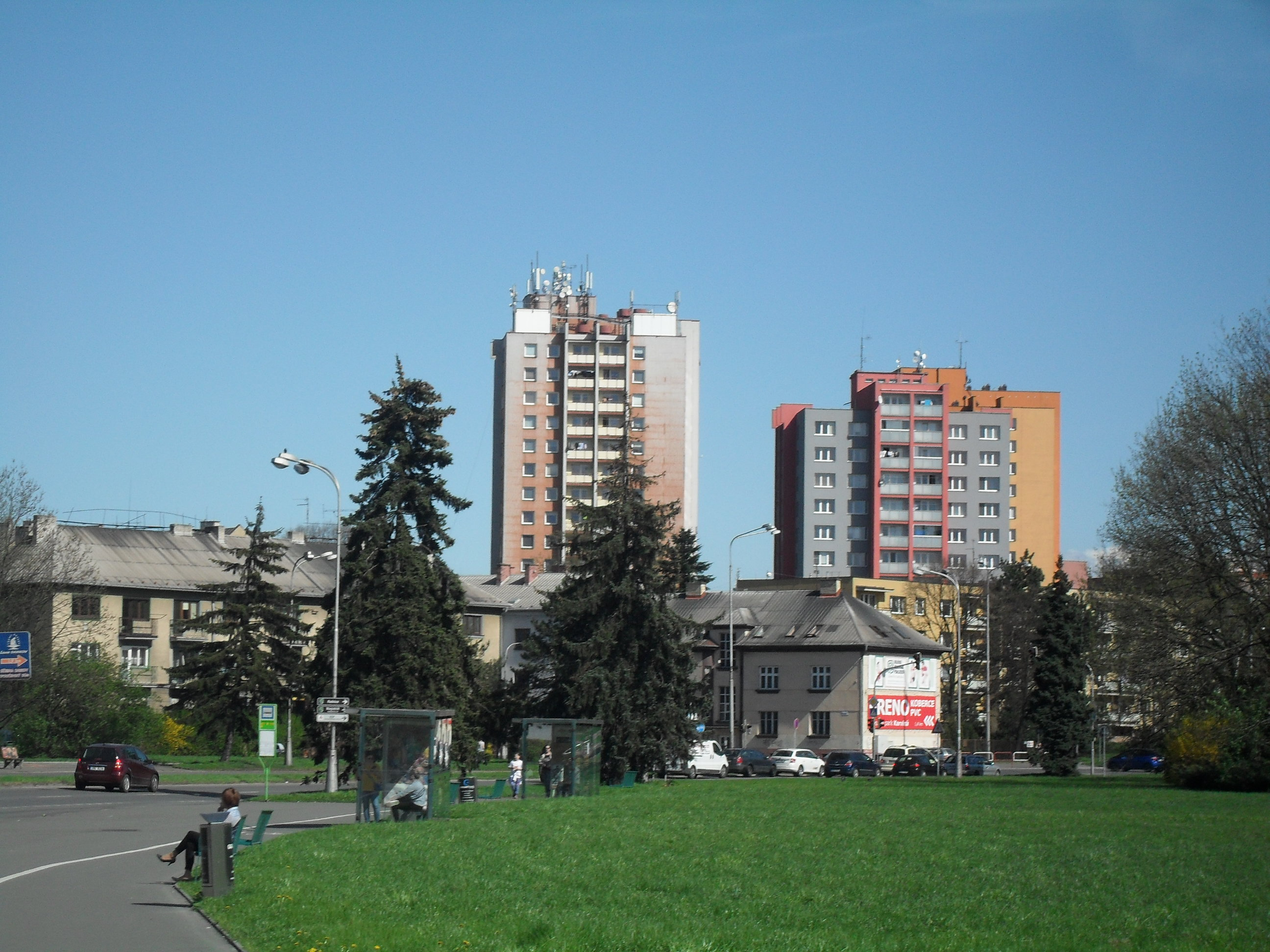
Trojčata při pohledu od centra tvoří městské panorama

Na přelomu 70. a 80. let 20. století bylo potřeba zastavět volný prostor přiléhající k třídě 17. listopadu, tehdy třídě VŘSR a pomoci vyřešit nedostatečnou bytovou kapacitu pro obyvatele města. Šlo o výstavbu panelových obytných věží se 13 podlažími, jednou věží s 15 podlažími a jednou věží se 17 podlažími. Západní skupina tří věží je doplněna východní skupinou dvou věží o 13 podlažích. Jedná se o nejmladší dominantní budovy (výstavba 1979, kolaudace 1980) na celé třídě 17. listopadu, architekti je tedy situovali tak, aby byly jednak přizpůsobeny svému okolí a jednak, aby z pohledu ze všech světových stran tvořily výraznou výškovou dominantu. Na konci 80. let 20. století byla naproti Trojčat postavena pětipodlažní budova Slezské university s kongresovým centrem, která však nijak nesnižuje dominantní význam výškových budov.

## Výškové dominanty

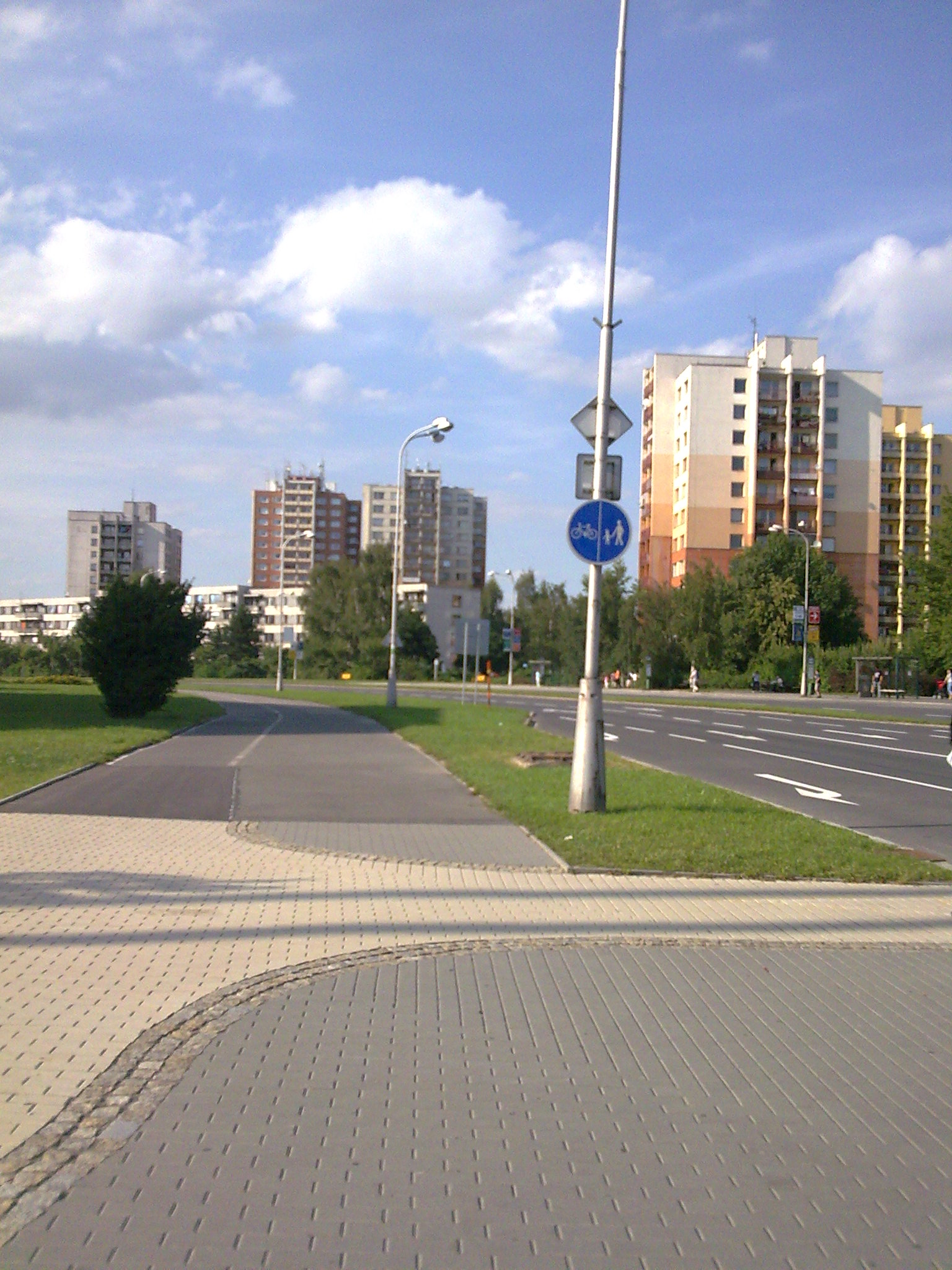
Trojčata v celé skupině 5 budov při pohledu z Rájeckého předměstí

Na třídě 17. listopadu je postavena řada solitérních deseti podlažních výškových budov, které z architektonického hlediska podtrhují výškový význam všech pěti budov, které jsou zároveň pohledovým vyvrcholením před vjezdem do centra města Karviné z Rájeckého předměstí. Z této jihovýchodní strany jsou výškovou dominantou všech pět obytných věží, které opticky vytvářejí jakousi výškovou stěnu před kterou třída 17. listopadu uhýbá levotočivou zatáčkou a dále směřuje mírným sklonem dolů do centra města. Naopak při pohledu z centra je viditelná již jen západní skupina tří budov. Trojčata jsou situována tak, aby se stala výraznou výškovou dominantou z pohledu z centra, náhlým výškovým skokem v pozadí za nízkými třípodlažními prvorepublikovými obytnými domy. Třída 17. listopadu vede v centru města obloukem kolem historické městské části Fryštát, průjezdem třídou 17. listopadu ve směru od centra se tak Trojčata náhle vynoří a dotvoří celkový dojem centra města ačkoli tyto výškové budovy se v centru nenacházejí. Výšku budov ještě více zvýrazňuje park, který třída 17. listopadu protíná a i skutečnost, že opticky první budovou je právě ta nejvyšší, 17podlažní věž.

## Doplňující výškové budovy ke skupině Trojčat
Výškové budovy Trojčata jsou nedílnou součástí výškových budov postavených v Karviné od poloviny 50. let do konce 80. let 20. století. Některé z nich jsou ve svém okolí dominantami a nebo mají zvláštní poslání. V obou případech však podtrhují dominantní postavení Trojčat.

### Centrum města
Nejrušnější bod města Karviné je místo, kde se střetává centrální třída 17. listopadu s třídou Osvobození a ulicí Poštovní, přičemž centrum města v širším kontextu zahrnuje i zmiňovanou třídu Osvobození a historické jádro města – Fryštát. Najdeme tady řadu výškových budov, které dominují v jinak nízké zástavbě centrální části města.
- Administrativní budova Osvobození – je první výškovou budovou v Karviné a skutečnou dominantou celé třídy Osvobození, třebaže se dnes nachází na jejím samém konci, v nejvzdálenějším místě od středu města. Architektem je Rudolf Spáčil, který navrhl celou třídu Osvobození. Postavena byla v letech 1955/1956 a stále patří se svou výškou 54 metrů mezi nejvyšší budovy ve městě. Je to administrativní budova v architektuře pozdního socialistického realismu s kancelářskými prostory o 13 podlažích. Směle ji lze označit za nejkrásnější výškovou budovu ve městě. Je situována v bezprostřední blízkosti městské památkové zóny SORELA.

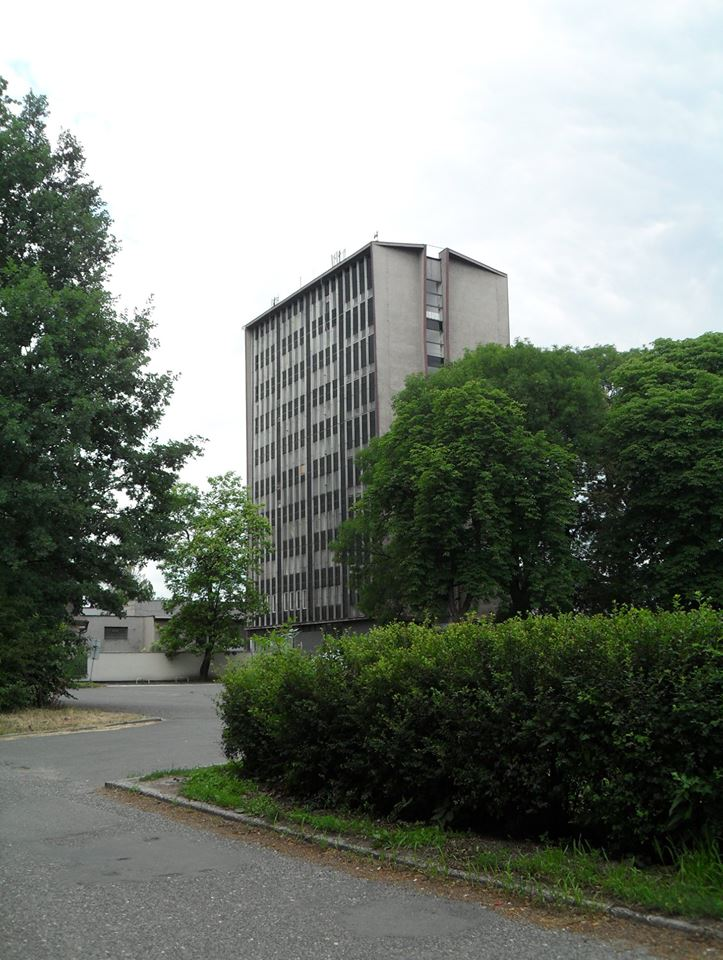
Bruselský styl v centru Karviné zastupuje výšková budova Administrativního centra Kovona

- Administrativní centrum Kovona – výšková 10 podlaží budova postavená v 60. letech 20. století v bruselském stylu sloužila nejprve jako ředitelství národního podniku Kovona Karviná, dnes pronajímá své kancelářské prostory externím zájemcům. Její výhodou je její umístění v tichém koutě s přímým napojením na třídu Osvobození.

- Administrativní budova Havířská – v současné době nevyužívaná 12podlažní výšková budova se nachází v areálu Průmyslového parku Karviná a je dominantou třídy Havířská. S přilehlou 5podlažní montážní budovou má potenciál budoucího využití jako obchodně-zábavní centrum.

- Obytná věž Horní brána – 13podlažní budova se nachází v historickém jádru města, v bezprostřední blízkosti již neexistující středověké Horní brány, zvané též Těšínská brána, je situována tak, aby připomínala poslání středověké brány, tedy brány do města, a dohlížela na dění v jeho ulicích. Věž je dominantou viditelnou téměř ze všech městských čtvrtí a jako by skutečně ukazovala, kde je hlavní vstup do historické části města. Zároveň doplňuje vzdálenější skupinu tří, respektive pěti nejvyšších obytných věží v Karviné – viz Trojčata.

- Obytná věž Dolní brána – podobně jako její dvojče – Horní brána, má i tato budova sloužit jako připomínka na středověkou a také již neexistující Dolní bránu. 13podlažní věž je situována v dolní části historického jádra města na dohled od místa, kde stála středověká Dolní brána. Na jejím úpatí se nachází první městská křižovatka – brána do Karviné ze strany od exitu "Centrum", která spojuje centrální třídu 17. listopadu se středověkou obchodní stezkou z Uher do Slezska a Pobaltí, která v místech dnešní ulice Svatopluka Čecha vedla. Věž je dominantou svému okolí.

### Rájecké předměstí

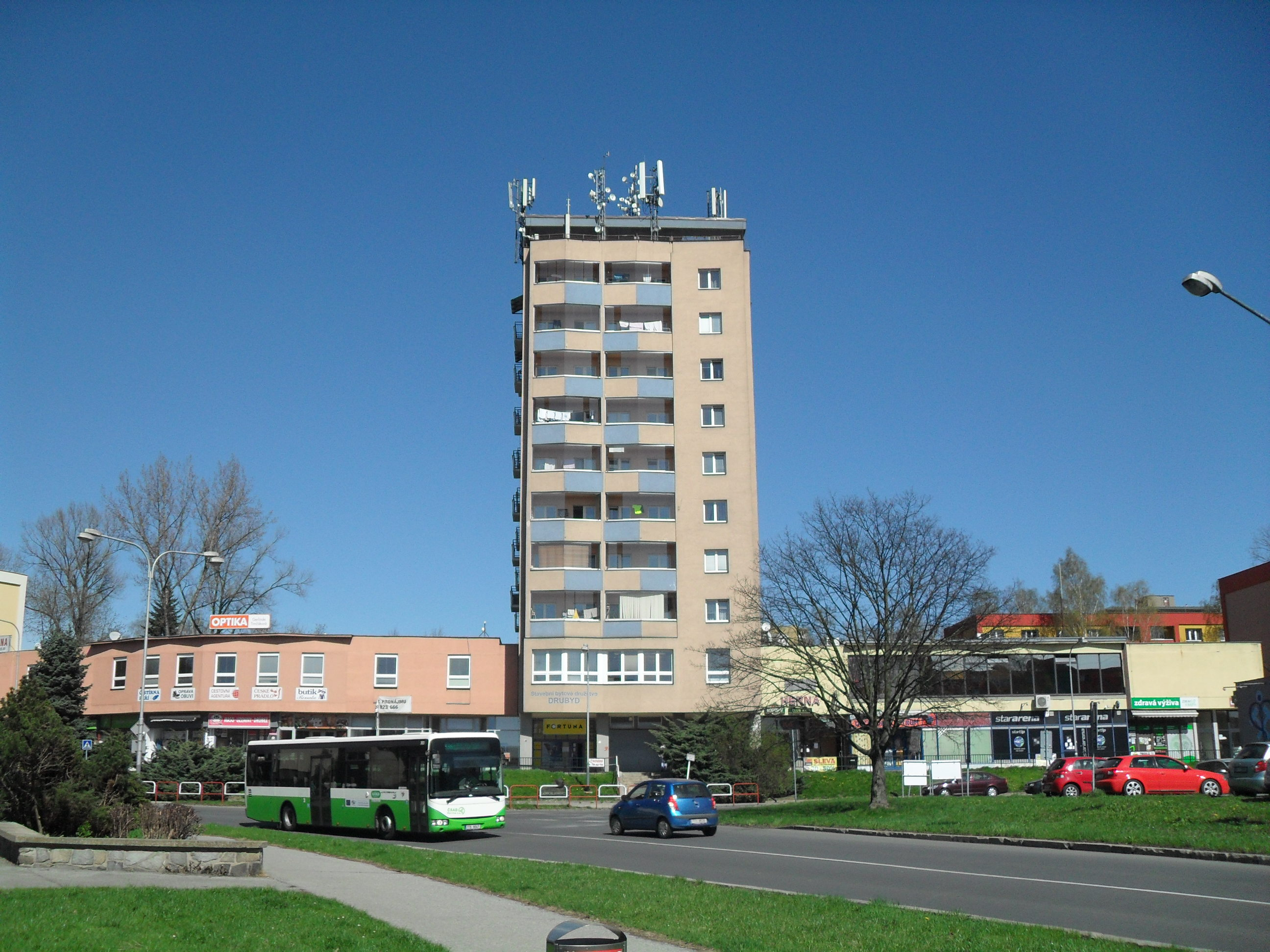
Polyfunkční věž Drubyd

V 60. letech 20. století se budovalo nové karvinské předměstí Ráj I. a Ráj II, přičemž část Ráj II byla přejmenována na Mizerov po středověkém fryštátském statku, který zde stával. Rájecké předměstí bylo postaveno v módním a nadčasovém Bruselském stylu, je nejhustěji obydlená část Karviné a protože nabízí opravdu příjemné bydlení, je i nejžádanější městskou částí. Jako samostatné předměstí má své centrum a několik výškových budov postavených, jak jinak než v Bruselském stylu.
- Polyfukční věž Drubyd – ukázka Bruselského stylu jako 10podlažní věž je situována na mírné vyvýšenině což umocňuje její dominantní postavení na Gagarinově náměstí, které je centrem Rájeckého předměstí. První dvě podlaží slouží komerčním účelům, vyšších 8 podlaží je obytných.

- Obytný blok U Slunka – 9podlažní blok v Bruselském stylu jako součást komerčního centra U Slunka navržený v roce 1959 Jiřím Klenem a Oldřichem Pražákem je dominantou střední části páteřní ulice Borovského.
- Obytný blok s komerčním centrem Borovského – 11podlažní blok s komerčním centrem v Bruselském stylu je dominantou dolní části páteřní ulice Borovského a pohledovou dominantou Universitního náměstí a přilehlé Centrální třídě 17. listopadu.

### Sídliště Hranice
Sídliště Hranice je jediným v Karviné, které je typické pro přelom 70./80. let 20. století. Má několik obytných věží. Dominantou této části města jsou však tyto:

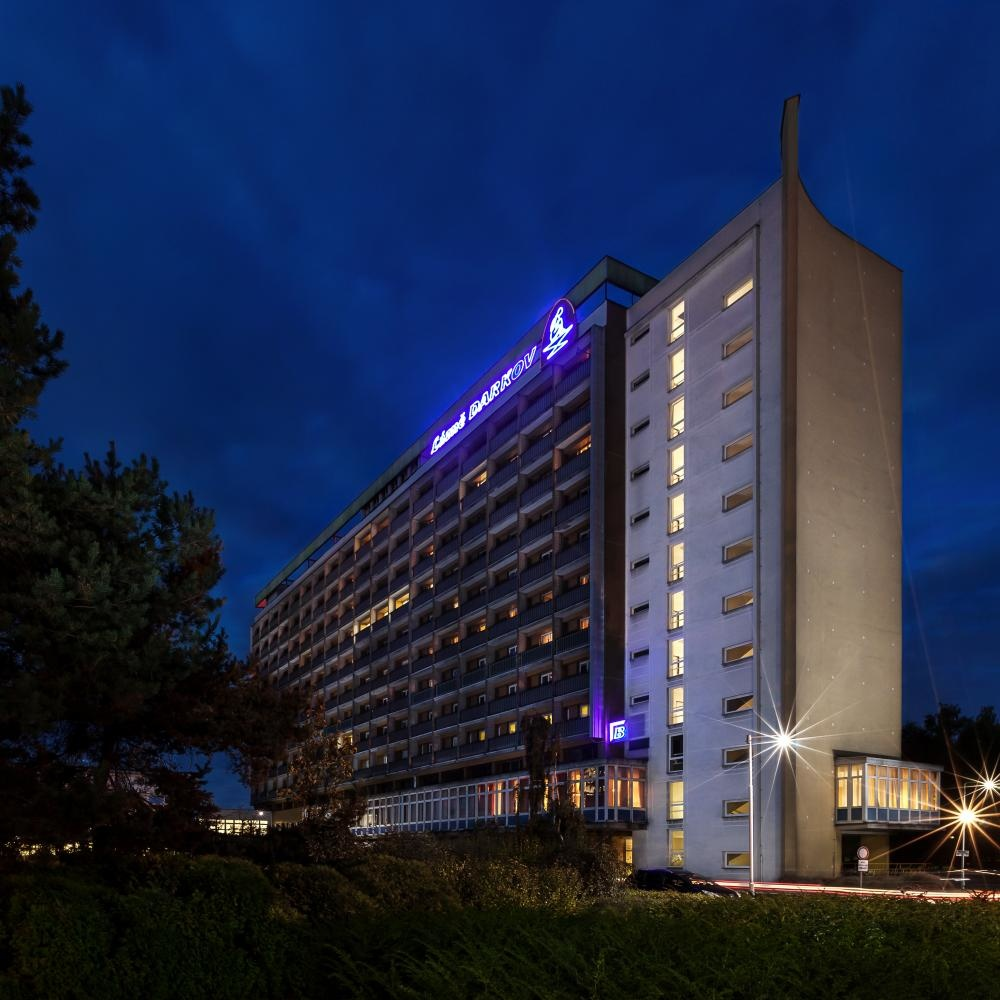
Rehabilitační sanatorium v Karviné

- Rehabilitační sanatorium – komplex nových lázeňských budov ze 70. let 20. století z nichž vynikají jako dominanta dva výškové 11podlažní bloky.

- Rezidence Vista – původně vodárenská věž města Fryštátu z 20. let 20. století byla v roce 2016 zrekonstruována na obytnou budovu a je tak nejstarší obytnou věží v Karviné. Výška této konstruktivistické kruhové věže je přes 39 metrů a má 8 podlaží. V roce 2017 byla jako kulturní památka České republiky zobrazena na poštovní známce České pošty.

## Galerie

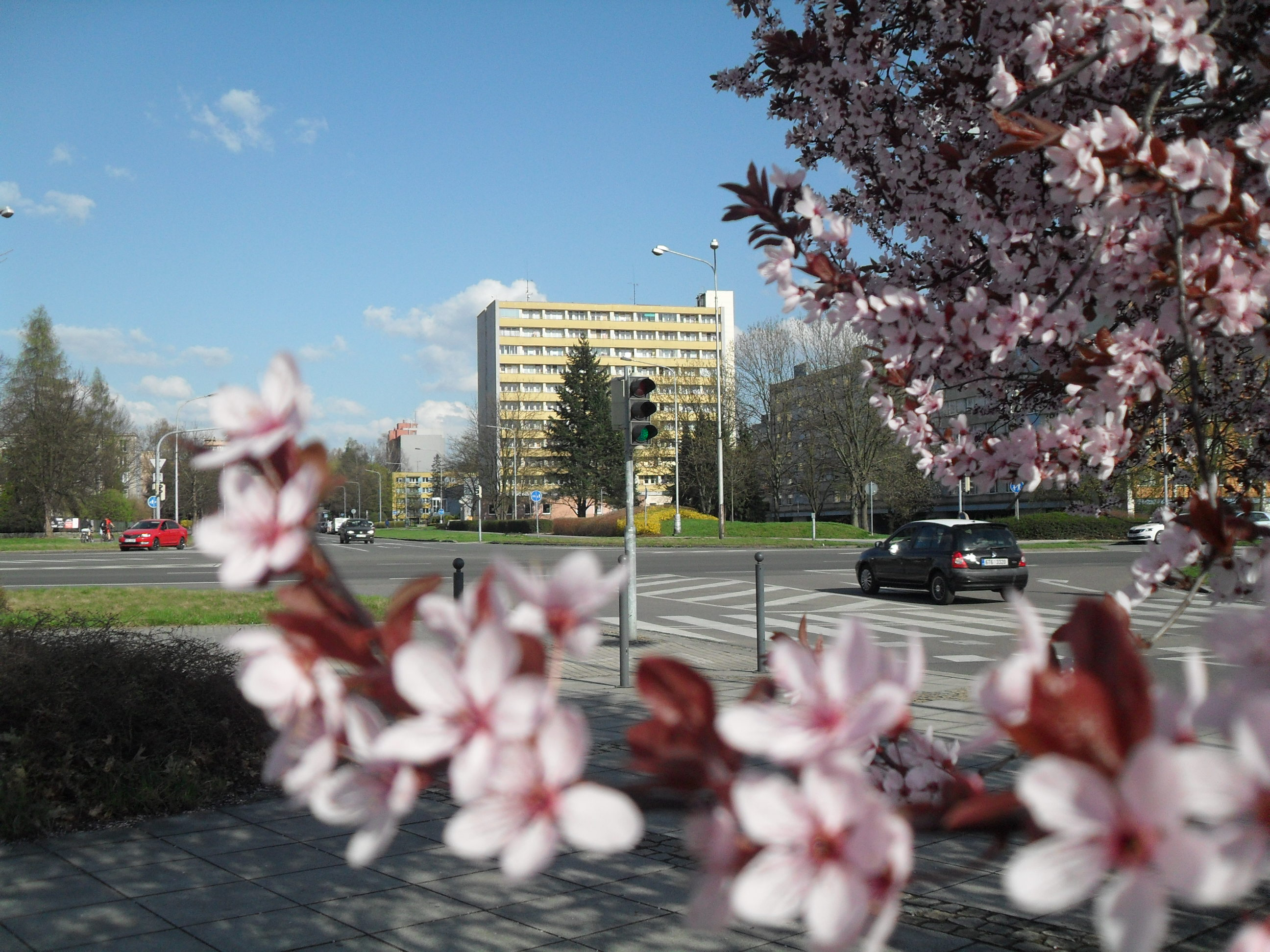
Výškový blok Borovského
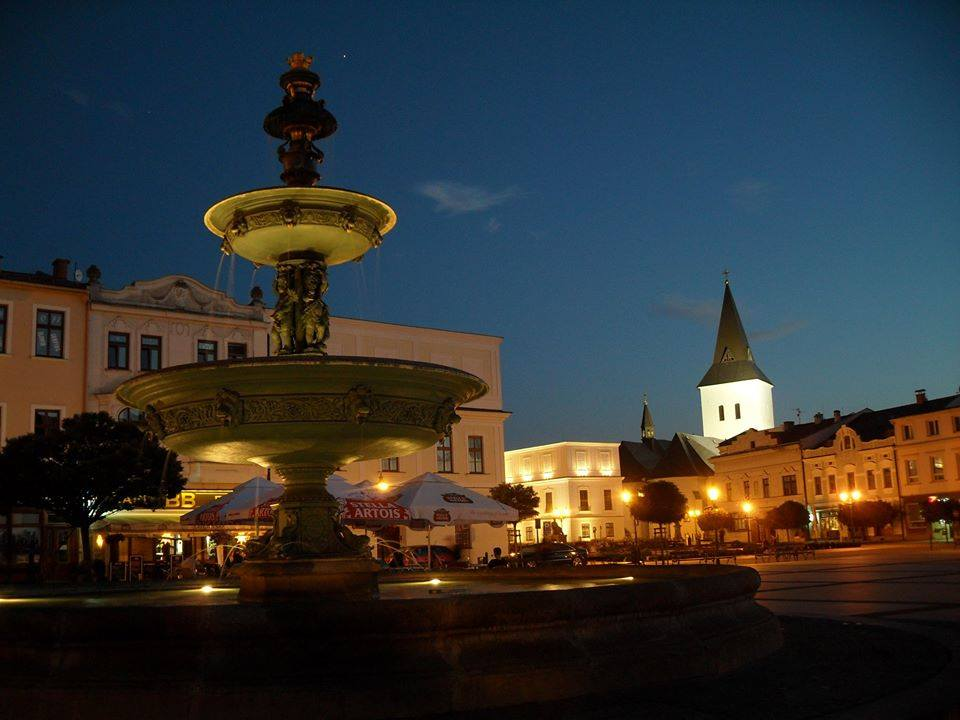
Ve středověku obytná, gotická věž zámeckého kostela
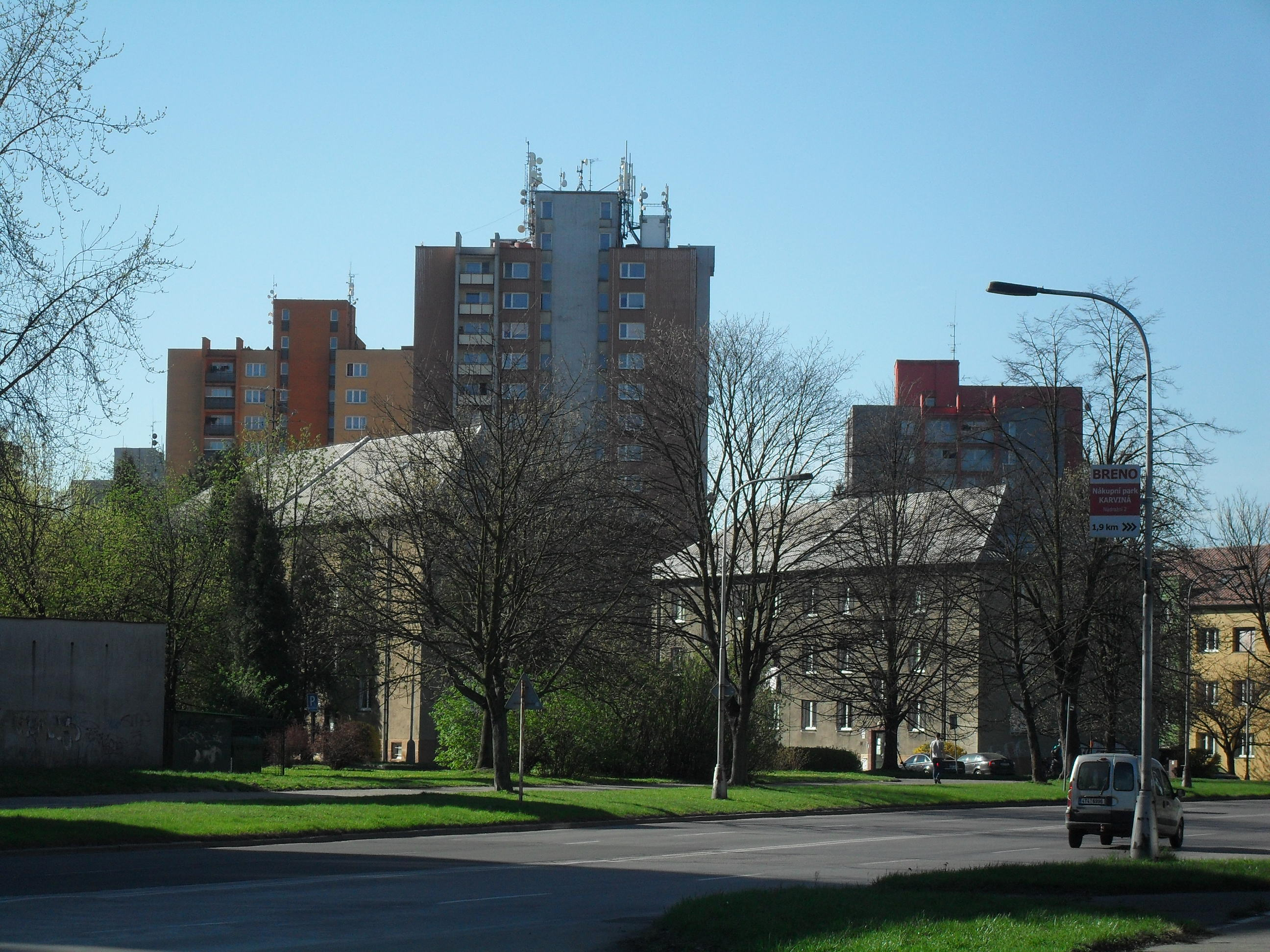
Trojčata v pohledu od severu
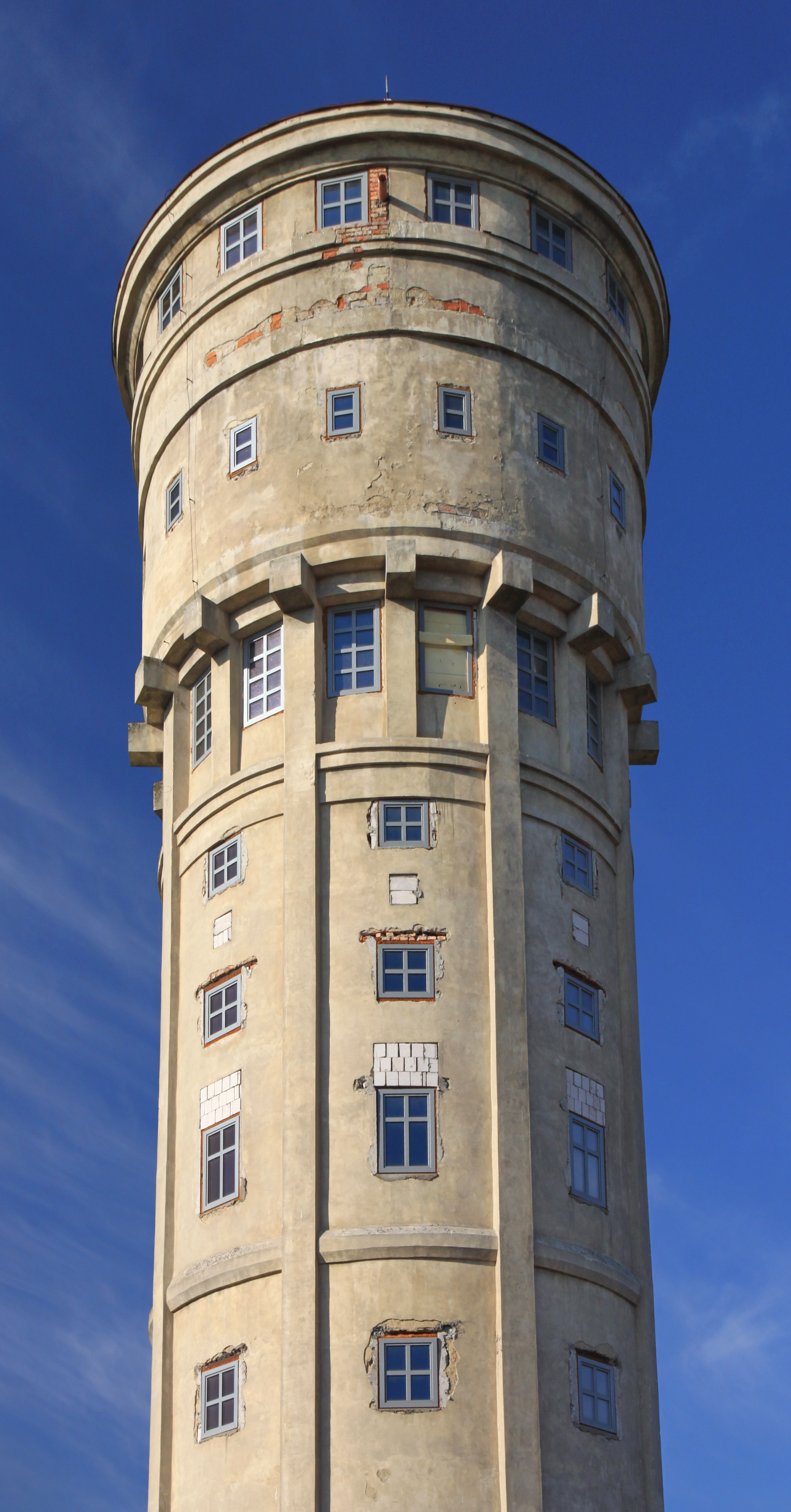
Rezidence Vista z roku 1928, obytná od roku 2016
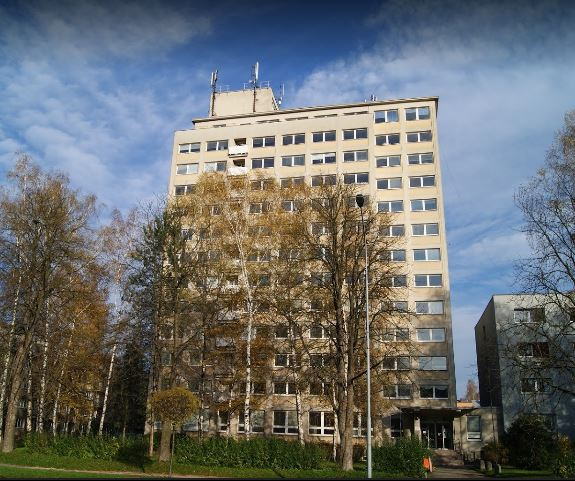
Výšková administrativní budova z roku 1955 na třídě Osvobození v Karviné
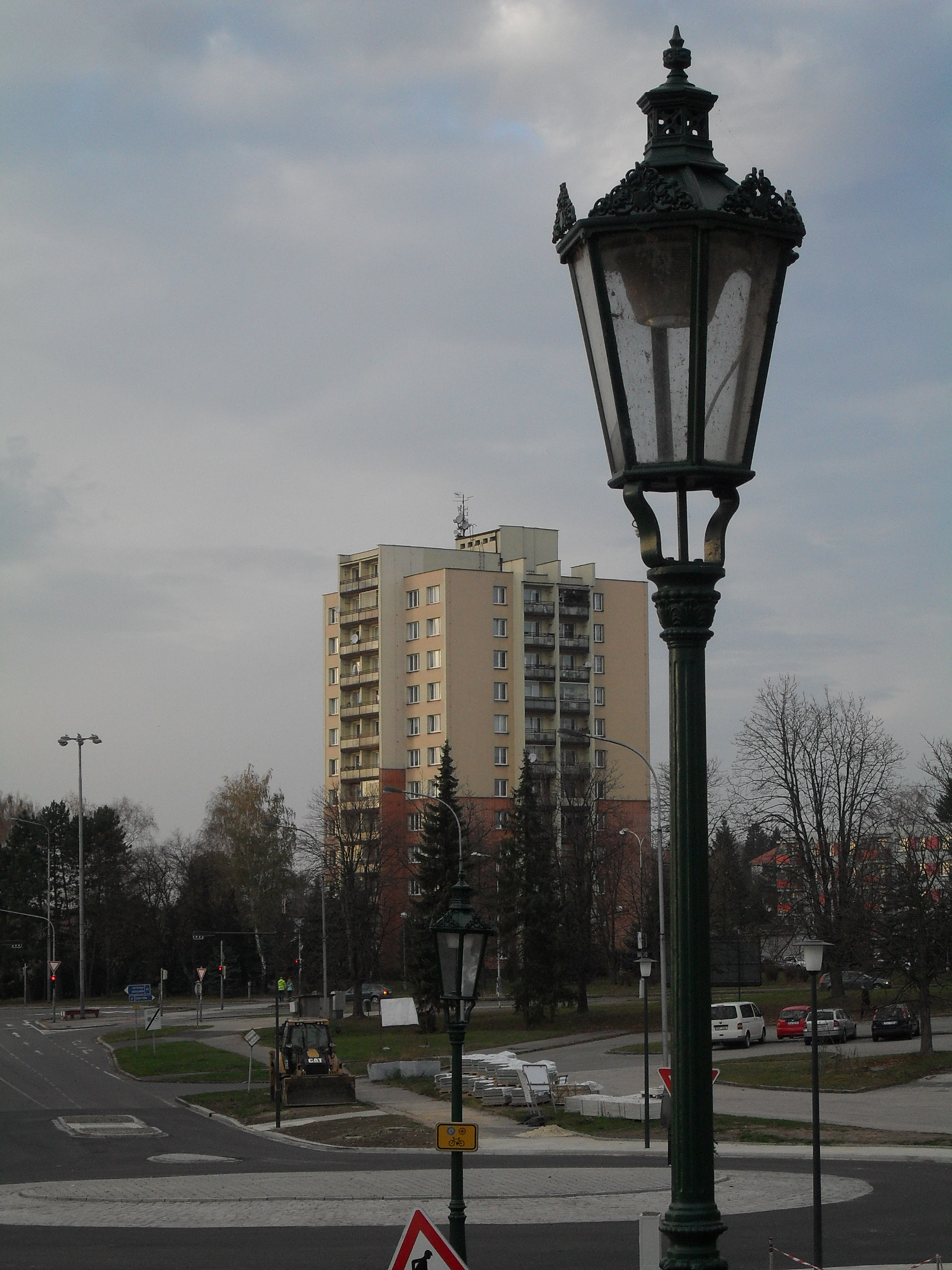
Obytná věž Dolní brána
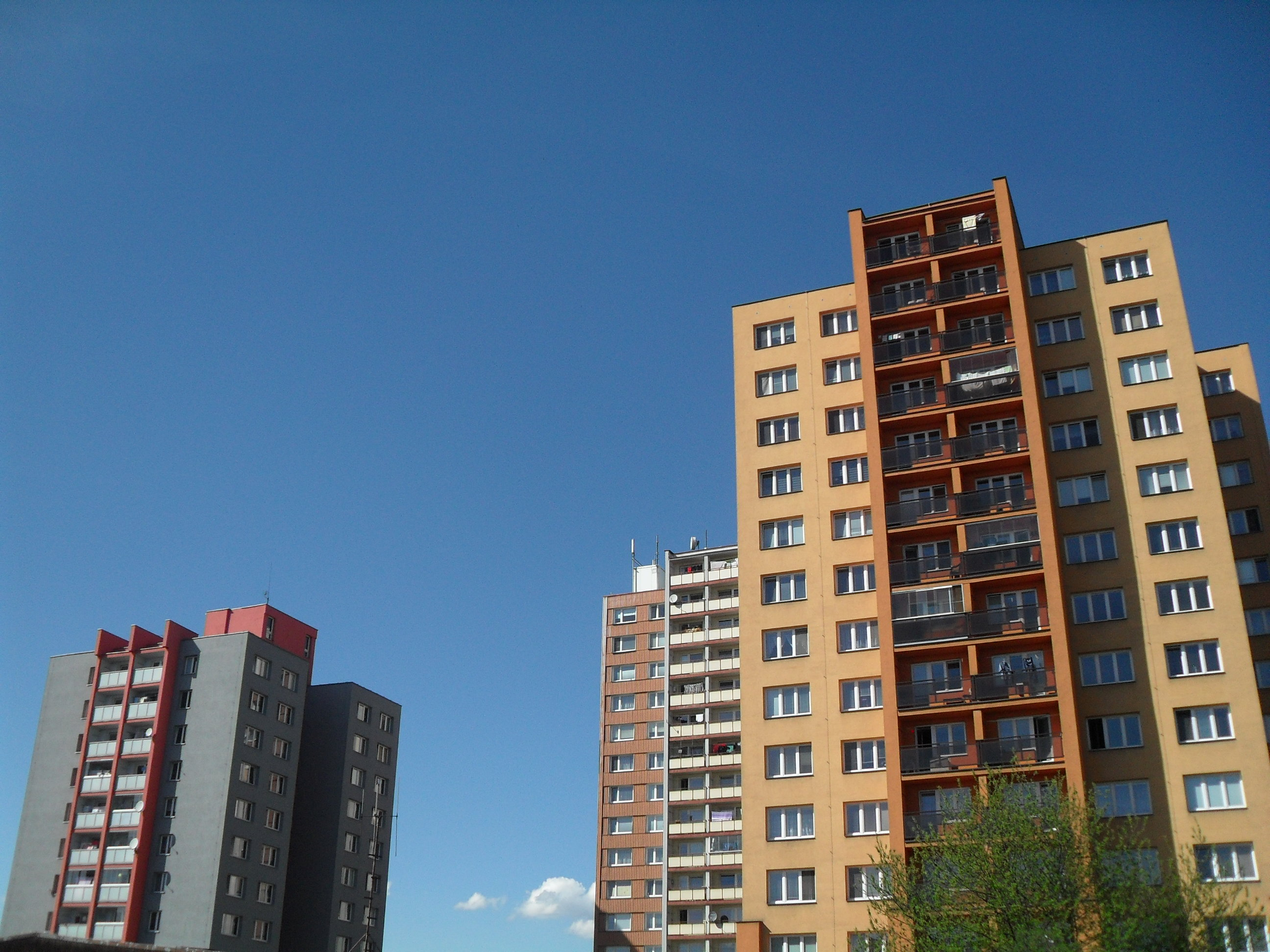
Výškové budovy Trojčata
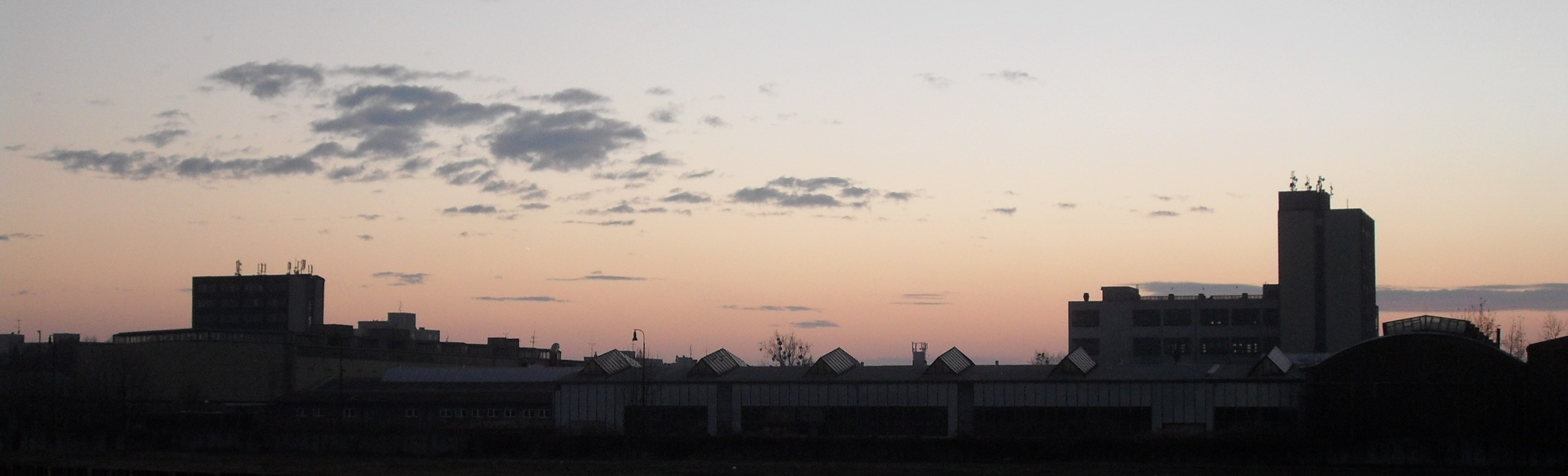
Panorama karvinské čtvrti Nové Město
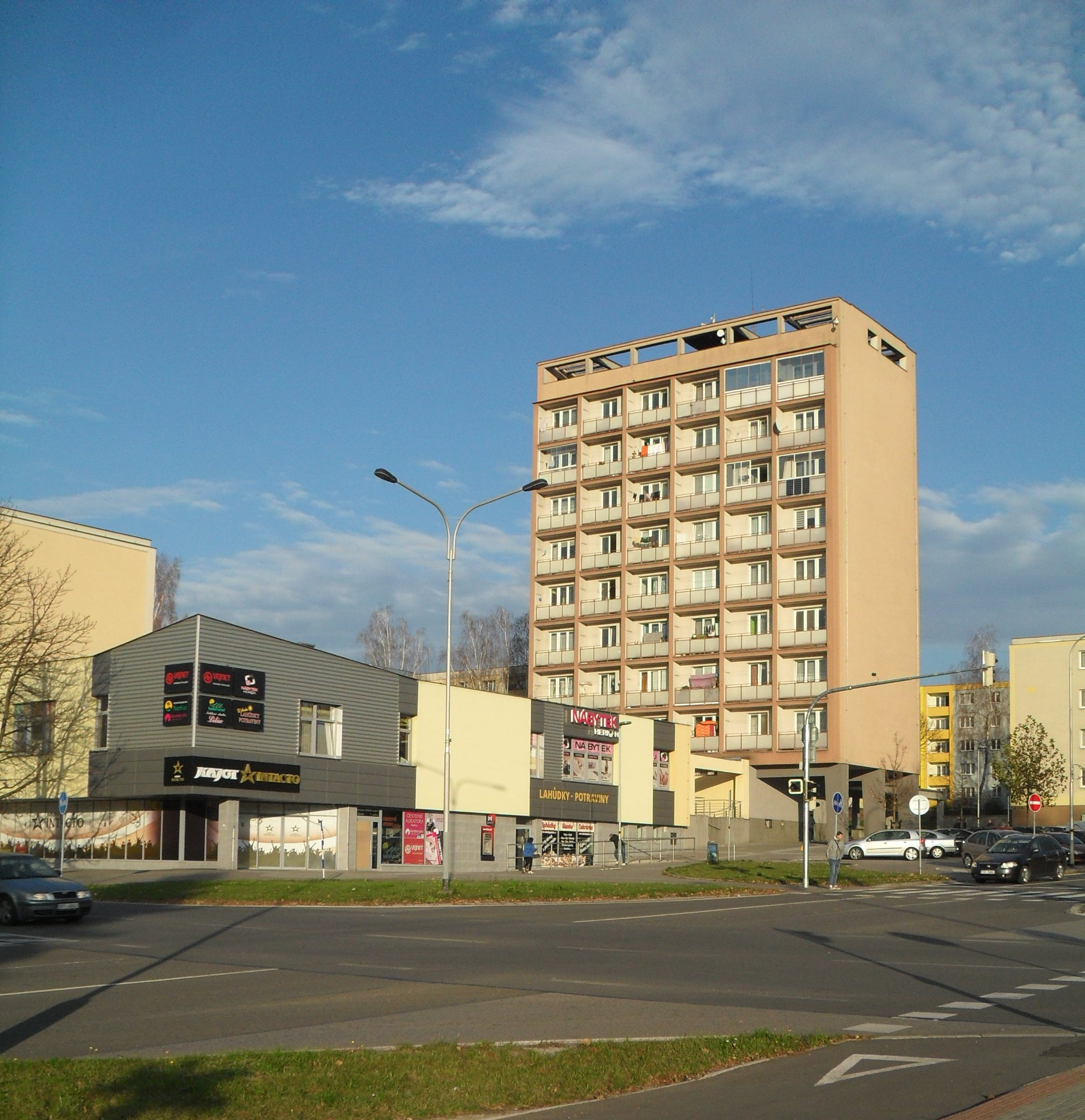
Bruselský styl: Výškový blok s komerčním centrem U Slunka
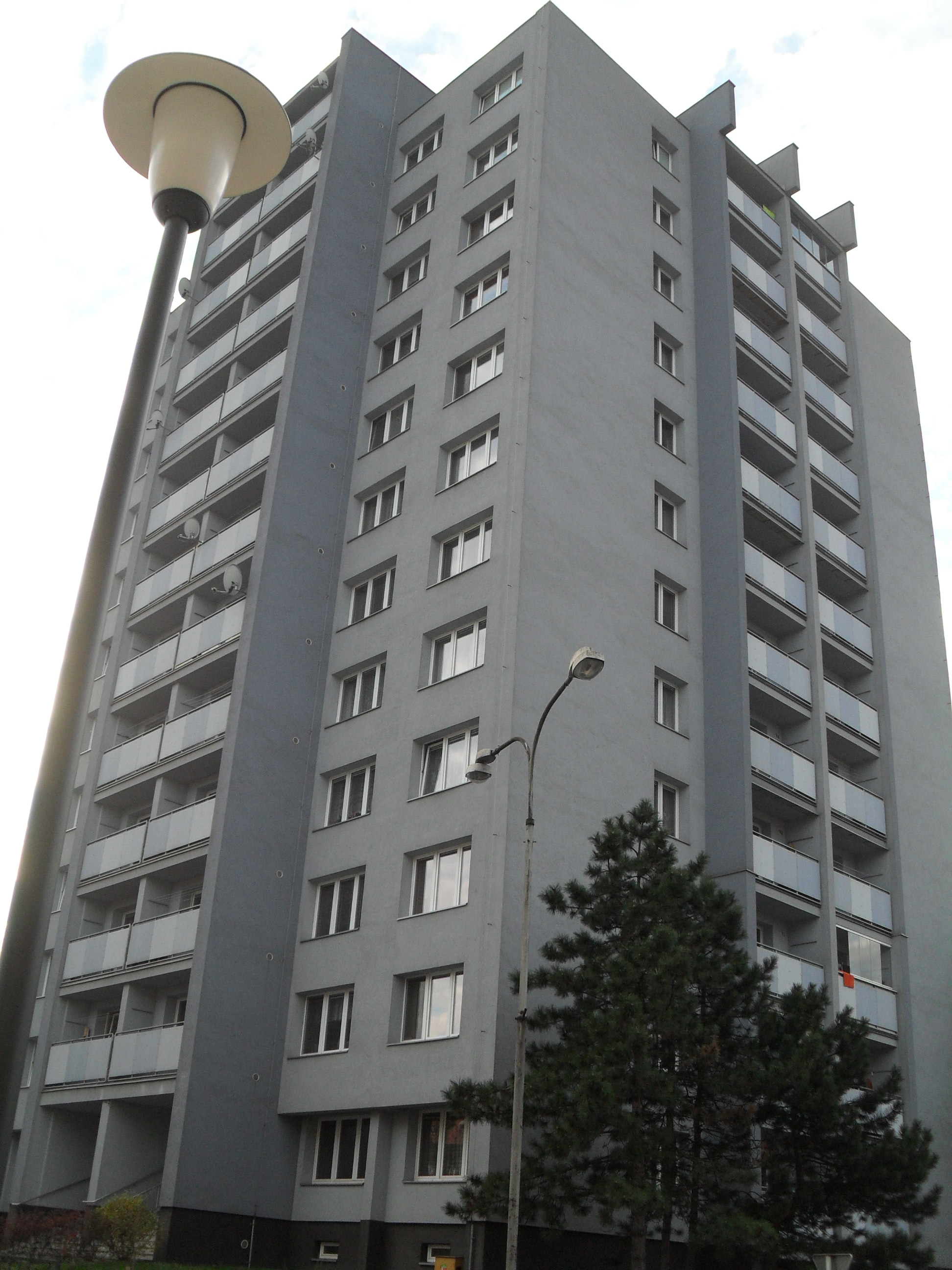
Obytná věž Horní brána
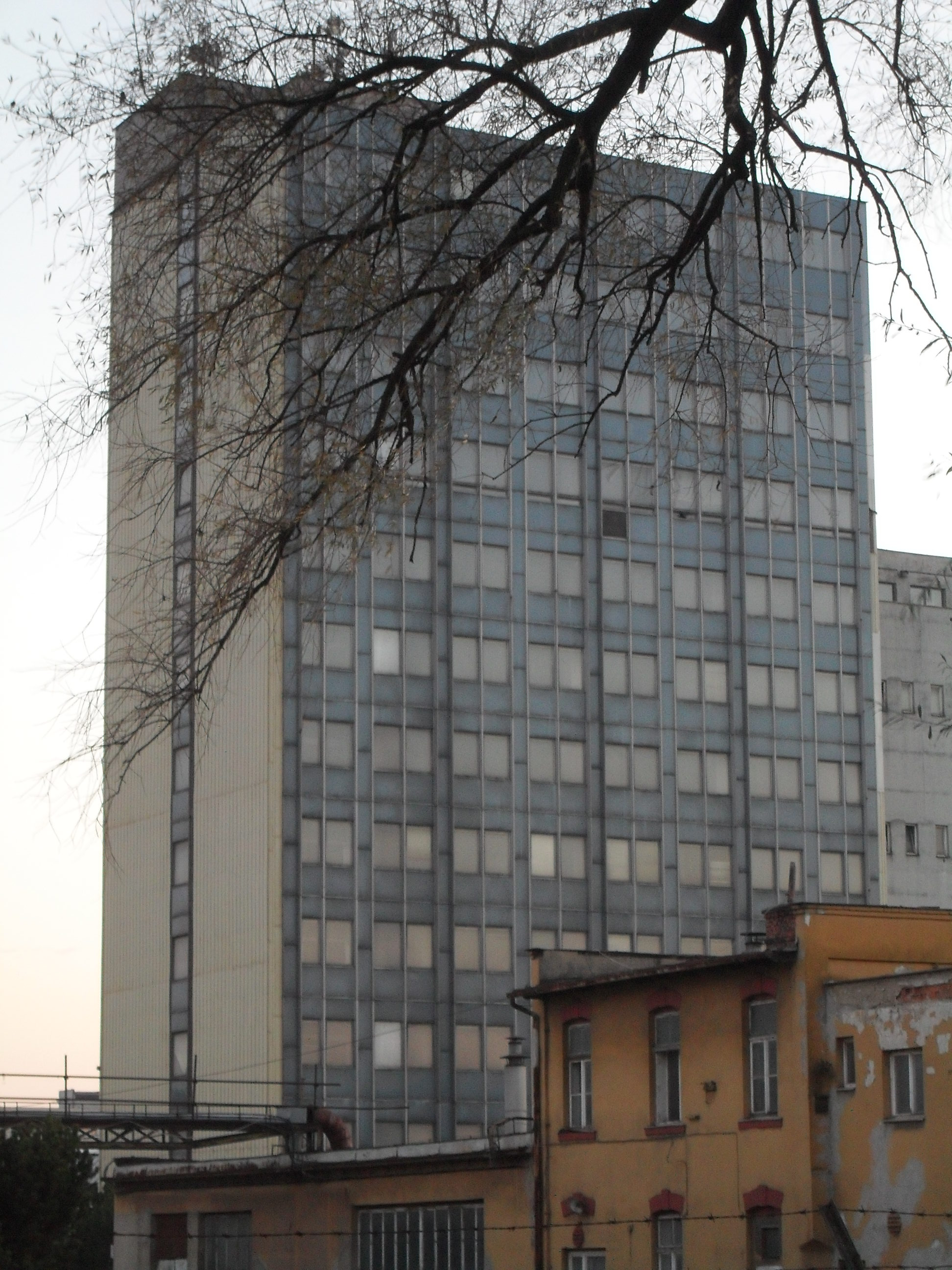
Bývalá administrativní budova na třídě Havířská má potenciál využití jako obchodně-zábavní centrum